# Drentse Acht van Westerveld
A Drentse Acht van Westerveld é uma corrida de  ciclismo feminina de um dia holandesa que se disputa na Dwingeloo (província de Drente) e seus arredores; ainda que não tem data fixa se enquadra no mesmo programa de competições consecutivas disputadas em Drenthe entre uma quinta-feira e um domingo, três femininas e duas masculinas, sem nenhuma ordem predeterminada de um ano a outro.
Criou-se em 2007 pela Fundação do Tour de Drenthe (Stichting Ronde van Drenthe) com o nome de Drentse 8 van Dwingeloo, dentro da categoria 1.1; passando em 2012 ao nome de Drentse 8, pelo que tem sido conhecido habitualmente, e desde o 2015 ao actual de Drentse Acht van Westerveld.
Habitualmente disputou-se sobre uns 140 km, (3 voltas a dito circuito com final e início em Dwingeloo) uns 60 km menos que o Tour de Drenthe masculino quando é corrida de um dia ainda que com similares características. O nome tradicional de Drentse 8 era devido à visão em mapa do circuito, que resultava numa figura que recordava à desse número.

## Palmarés
| Ano                                   | Vencedor                    | Segundo              | Terceiro             |           |
| ------------------------------------- | --------------------------- | -------------------- | -------------------- | --------- |
| Drentse 8 van Dwingeloo               |                             |                      |                      |           |
| 2007                                  | Regina Schleicher           | Rochelle Gilmore     | Giorgia Bronzini     |           |
| 2008                                  | Ina-Yoko Teutenberg         | Regina Schleicher    | Rochelle Gilmore     |           |
| 2009                                  | Ina-Yoko Teutenberg         | Regina Schleicher    | Kirsten Wild         |           |
| 2010                                  | Ina-Yoko Teutenberg         | Emma Johansson       | Annemiek van Vleuten |           |
| 2011                                  | Marianne Vos                | Shelley Olds         | Emma Johansson       |           |
| Drentse 8                             |                             |                      |                      |           |
| 2012                                  | Chloe Hosking               | Giorgia Bronzini     | Marianne Vos         |           |
| 2013                                  | Marianne Vos                | Giorgia Bronzini     | Emma Johansson       |           |
| Molecaten Drentse 8                   |                             |                      |                      |           |
| 2014                                  | Chantal Blaak               | Lucy van der Haar    | Lizzie Armitstead    |           |
| Molecaten Drentse Acht van Westerveld |                             |                      |                      |           |
| 2015                                  | Giorgia Bronzini            | Valentina Scandolara | Annemiek van Vleuten |           |
| Drentse Acht van Westerveld           |                             |                      |                      |           |
| 2016                                  | Leah Kirchmann              | Christine Majerus    | Anouska Koster       |           |
| 2017                                  | Chloe Hosking               | Lotte Kopecky        | Amalie Dideriksen    |           |
| 2018                                  | Alexis Ryan                 | Jolien D'Hoore       | Chloe Hosking        |           |
| 2019                                  | Audrey Cordon-Ragot         | Amy Pieters          | Marta Bastianelli    |           |
| 2020                                  | cancelado                   | cancelado            | cancelado            | cancelado |
| 2021                                  | Chantal van den Broek-Blaak | Charlotte Kool       | Eleonora Gasparrini  |           |
| 2022                                  | Christine Majerus           | Alison Jackson       | Floortje Mackaij     |           |
| 2023                                  | cancelado                   | cancelado            | cancelado            | cancelado |
| 2024                                  | Sofie Van Rooijen           | Chiara Consonni      | Rachele Barbieri     |           |

## Palmarés por países
| País           | Vitórias |
| -------------- | -------- |
| Alemanha       | 4        |
| Países Baixos  | 3        |
| Austrália      | 2        |
| Itália         | 1        |
| Canadá         | 1        |
| Estados Unidos | 1        |
| França         | 1        |